# Okres Senec
Der Okres Senec ist eine Verwaltungseinheit im Westen der Slowakei mit 106.951 Einwohnern (31. Dezember 2024) und einer Fläche von 360,63 km². Im Jahr 2001 hatte der Okres 51.825 Einwohner, davon waren 76,8 % slowakisch und 20,4 % ungarisch.

## Geographie und Verkehr
Der Okres erstreckt sich östlich der Hauptstadt Bratislava und hat eine unregelmäßige Form, die aus zwei Teilen, dem größeren Nordteil und kleineren Südteil besteht. Diese sind durch den etwa 2 km breiten „Hals“ bei Miloslavov verbunden. Das ganze Gebiet befindet sich im Donautiefland, zwischen den Teilen Donauebene und dem Tyrnauer Hügelland geteilt. Südlich der Kleinen Donau hat der Okres einen Anteil an der Großen Schüttinsel. Bei Senec liegt Braunerde, weiter weg von den Kleinen Karpaten Schwarzerde, bei den Flüssen sind zudem Aulandschaften vorhanden. Fast das ganze Gebiet wird landwirtschaftlich genutzt, mit kleinen Überresten der Wälder, wie bei Hamuliakovo. Im Süden des Okres fließen die Donau, schon im Kraftwerk Gabčíkovo aufgestaut, und deren Abzweigung Kleine Donau sowie weiter nördlich das Flüsschen Čierna voda. Durch den Abbau von Kiessand entstanden kleinflächige Seen, die dem Erholungsverkehr dienen. Der höchste Punkt ist im Wald Martinský les bei Senec (200 m n.m.), der niedrigste liegt an der Kleinen Donau bei Hurbanova Ves mit 123 m n.m.
Im Norden grenzt er an den Okres Pezinok, im Westen an die Bezirke Bratislava II, Bratislava III und Bratislava V von Bratislava sowie im Süden und Osten an die Bezirke Galanta und Dunajská Streda im Trnavský kraj sowie auf 1 km im Süden an Ungarn.
Das Eisenbahn- und Straßennetz ist durch die Lage östlich von Bratislava radial gestaltet. Im Südteil verlaufen die Straße 1. Ordnung 63, die Schnellstraße R7 (E 575) sowie die regionale Bahnstrecke Bratislava–Komárno, kopiert von den Landesstraßen II/572 und II/510 weiter nördlich. Im Nordteil verlaufen die zweigleisige Bahnstrecke Bratislava–Budapest sowie ein winziger Teil der Bahnstrecke Bratislava–Žilina. Die Autobahn D1 (E 58, E 75) ist über die Anschlussstellen Bernolákovo, Senec und Senec-východ erreichbar, die Autobahn D4 über die Anschlussstelle Bratislava-východ bei Ivanka pri Dunaji. Zusätzlich zu den Autobahnen besteht die „alte“ Straße 1. Ordnung 61, von der die Straße 1. Ordnung 62 bei Senec abzweigt. Das Netz wird von der Landesstraße II/503 (Pezinok–Senec–Šamorín) ergänzt.

## Geschichte
Historisch gesehen liegt der Bezirk im ehemaligen Komitat Pressburg (siehe auch Liste der historischen Komitate Ungarns). Dort war der Bezirk zwischen den Stuhlbezirken Dunaszerdahely, Pozsony sowie zu kleinem Teil im Norden Szenc geteilt. Nach der Entstehung der Tschechoslowakei gehörte das Gebiet des Bezirks zu vier unterschiedlichen Okresy, namentlich Modra im Norden (Gemeinden Kaplna, Igram, Blatné und Čataj), Bratislava-vidiek im Westen (Gemeinden Chorvátsky Grob, Bernolákovo und Ivanka pri Dunaji), Šamorín im Süden (inklusive von Zálesie und südlich) sowie Galanta im Osten (inklusive von Veľký Biel und Nová Dedinka und weiter östlich). Nach dem Ersten Wiener Schiedsspruch war das Gebiet in den Jahren von 1938 bis 1945 wieder Teil Ungarns, mit Ausnahme von Dunajská Lužná, Rovinka, Miloslavov, Chorvátsky Grob, Bernolákovo, Ivanka pri Dunaji, Zálesie und Most pri Bratislave, die zum Okres Bratislava-vidiek kamen. In den Jahren 1923–28 sowie 1940–45 (Erste Slowakische Republik) war das Gebiet Teil der Verwaltungseinheit Bratislavská župa (Bratislavaer Gespanschaft). In der Verwaltungsgliederung der Tschechoslowakei wurde der Bezirk geschaffen, allerdings mit anderen Grenzen; im Osten war er um Gemeinden Veľký Grob, Pusté Úľany, Veľké Úľany und Jelka größer, im Westen reichte er nur bis Veľký Biel und Nová Dedinka. Nach der Verwaltungsreform im Jahr 1960 wurde der Bezirk aufgelöst und westlich und inklusive von Senec dem Okres Bratislava-vidiek, östlich davon dem Okres Galanta (beide im Západoslovenský kraj) zugeschlagen. Der heutige Okres wurde in der nunmehr unabhängigen Slowakei 1996 im Rahmen der neuen Verwaltungsgliederung eingerichtet und dem Bratislavský kraj zugeordnet.

## Bevölkerung
| Jahr                | 1994   | 2004    | 2014     | 2024     |
| ------------------- | ------ | ------- | -------- | -------- |
| Anzahl der Personen | 50.299 | 54.747  | 75.001   | 106.951  |
| Unterschied         |        | +8,84 % | +36,99 % | +42,59 % |

| Jahr                | 2023    | 2024    |
| ------------------- | ------- | ------- |
| Anzahl der Personen | 105.075 | 106.951 |
| Unterschied         |         | +1,78 % |

## Städte
- Senec (Wartberg)

## Gemeinden
| - Bernolákovo (Lanschütz) - Blatné (Scharfing) - Boldog - Čataj (Schattein) - Dunajská Lužná - Hamuliakovo (Gutern) - Hrubá Borša (Groß Borsa) - Hrubý Šúr - Hurbanova Ves - Chorvátsky Grob (Kroatisch-Eisgrub) | - Igram (Eggramsdorf) - Ivanka pri Dunaji (Iwanka an der Donau) - Kalinkovo (Semethdorf) - Kaplna (Kapellen) - Kostolná pri Dunaji (Gaswar) - Kráľová pri Senci (Königseiden) - Malinovo (Eberhard[t]) - Miloslavov - Most pri Bratislave (Bruck an der Donau) - Nová Dedinka | - Nový Svet (Neue Welt) - Reca (Entenberg) - Rovinka (Waltersdorf) - Tomášov (Feilendorf) - Tureň (Zontz) - Veľký Biel (Ungarisch-Biel) - Vlky (Nickelsdorf) - Zálesie |

Das Bezirksamt ist in Senec.

## Kultur
In dem Artikel Denkmalgeschützte Objekte im Okres Senec findet man Informationen über die vom slowakischen Denkmalamt geschützten Objekte im Okres.